# Parafia św. Jana Kantego w Stryszowie
Parafia Świętego Jana Kantego w Stryszowie – parafia rzymskokatolicka w Stryszowie należąca do dekanatu Wadowice-Południe archidiecezji Krakowskiej. Obecnie proboszczem jest ks. mgr Grzegorz Saternus.

## Historia
Siedzibą parafii było w XIV wieku Stronie, wzmiankowane już w 1326 jako Stronow.
W 1581 parafia obejmowała wsie Striszow, Stronie, Lesznicza, Zakrzow, Marczowka, Zagorze Dąmbroka i Ostalowka.